# Tornei di tennis maschili indipendenti nel 1986
Nel 1986 i tornei di tennis maschili facevano parte del Nabisco Grand Prix 1986, ma molti non erano inseriti in nessun particolare circuito.

## Calendario

### Gennaio
| Settimana | Torneo                                                 | Vincitore    | Finalista      | Semifinalisti | Eliminati ai quarti |
| --------- | ------------------------------------------------------ | ------------ | -------------- | ------------- | ------------------- |
| ? Gennaio | Torneo di Lagos 1986 Lagos, Nigeria Singolare - Doppio | Nduka Odizor | Marcel Freeman |               |                     |
| ? Gennaio | Torneo di Lagos 1986 Lagos, Nigeria Singolare - Doppio |              |                |               |                     |

### Febbraio
Nessun evento

### Marzo
Nessun evento

### Aprile
| Settimana | Torneo                                                                           | Vincitore             | Finalista     | Semifinalisti | Eliminati ai quarti |
| --------- | -------------------------------------------------------------------------------- | --------------------- | ------------- | ------------- | ------------------- |
| 20 aprile | Suntory Cup 1986 Tokyo, Giappone Sintetico indoor Singolare - Doppio             | Jimmy Connors 6-4 6-0 | Mats Wilander | Stefan Edberg |                     |
| 27 aprile | Tulsa Bank of Oklahoma Tennis Classic 1986 Tulsa, USA Cemento Singolare - Doppio | Jimmy Connors 6–3 6–2 | Kevin Curren  |               |                     |
| 27 aprile | Tulsa Bank of Oklahoma Tennis Classic 1986 Tulsa, USA Cemento Singolare - Doppio |                       |               |               |                     |

### Maggio
| Settimana | Torneo                                                               | Vincitore             | Finalista     | Semifinalisti | Eliminati ai quarti |
| --------- | -------------------------------------------------------------------- | --------------------- | ------------- | ------------- | ------------------- |
| 4 maggio  | Audi Tournament 1986 Ede, Paesi Bassi Terra rossa Singolare - Doppio | Ivan Lendl 7-6 6-3    | Stefan Edberg |               |                     |
| 4 maggio  | Audi Tournament 1986 Ede, Paesi Bassi Terra rossa Singolare - Doppio |                       |               |               |                     |
| 11 maggio | Gunze Open 1986 Osaka, Giappone Sintetico indoor Singolare           | Stefan Edberg 6-3 6-4 | Björn Borg    |               |                     |

### Giugno
Nessun evento

### Luglio
| Settimana | Torneo                                                                                | Vincitore              | Finalista    | Semifinalisti | Eliminati ai quarti |
| --------- | ------------------------------------------------------------------------------------- | ---------------------- | ------------ | ------------- | ------------------- |
| 24 luglio | The Forum Championships Tennis Challenge Series 1986 Inglewood, USA Cemento Singolare | Ivan Lendl 6–4 3–6 7-6 | John McEnroe |               |                     |

### Agosto
| Settimana | Torneo                                                            | Vincitore                            | Finalista                    | Semifinalisti | Eliminati ai quarti |
| --------- | ----------------------------------------------------------------- | ------------------------------------ | ---------------------------- | ------------- | ------------------- |
| 24 agosto | Hamlet Challenge Cup 1986 Jericho, USA Cemento Singolare - Doppio | Ivan Lendl 6-2 6-4                   | John McEnroe                 |               |                     |
| 24 agosto | Hamlet Challenge Cup 1986 Jericho, USA Cemento Singolare - Doppio | John McEnroe Patrick McEnroe 6-0 6-4 | Aaron Krickstein Jaime Izaga |               |                     |

### Settembre
| Settimana    | Torneo                                                                 | Vincitore                 | Finalista        | Semifinalisti | Eliminati ai quarti |
| ------------ | ---------------------------------------------------------------------- | ------------------------- | ---------------- | ------------- | ------------------- |
| 14 settembre | Dupont All American 1986 Amelia Island, USA Cemento Singolare - Doppio | Jimmy Connors 4–6 6–2 6–0 | Aaron Krickstein |               |                     |
| 14 settembre | Dupont All American 1986 Amelia Island, USA Cemento Singolare - Doppio |                           |                  |               |                     |

### Ottobre
Nessun evento

### Novembre
| Settimana   | Torneo                                                                   | Vincitore                        | Finalista      | Semifinalisti | Eliminati ai quarti |
| ----------- | ------------------------------------------------------------------------ | -------------------------------- | -------------- | ------------- | ------------------- |
| 9 novembre  | European Community Championships 1986 Anversa, Belgio Singolare - Doppio | John McEnroe 6-3 1-6 7-6 5-7 6-2 | Miloslav Mečíř |               |                     |
| 9 novembre  | European Community Championships 1986 Anversa, Belgio Singolare - Doppio |                                  |                |               |                     |
| 30 novembre | Torneo di Atlanta 1986 Atlanta, USA Singolare - Doppio                   | Kevin Curren 7-6 7-6             | Tim Wilkison   |               |                     |
| 30 novembre | Torneo di Atlanta 1986 Atlanta, USA Singolare - Doppio                   |                                  |                |               |                     |

### Dicembre
Nessun evento